# Organisation démocratique du peuple pour l'indépendance et le socialisme
L'Organisation démocratique du peuple pour l’indépendance et le socialisme (en anglais People's Democratic Organisation for Independence and Socialism, abrégé  PDOIS) est un parti politique radical socialiste gambien présidé par Sidia Jatta. Sa devise est Liberté, dignité et prospérité et la couleur du parti est le marron.
Son candidat à la présidentielle du 18 octobre 2001, Sidia Jatta, remporta 3,0 % des voix, le mettant en cinquième place. Le parti gagna 3 des 48 sièges aux élections législatives du 17 janvier 2002 et aucun aux élections du 25 janvier 2007.
L'ancien chef de l'opposition à l'Assemblée nationale et membre du Parlement panafricain, Halifa Sallah est membre de l'ODPIS.
En 2005, le parti participa à la fondation de l'Alliance nationale pour la démocratie et le développement qui vise à rassembler l'opposition gambienne en vue de présenter des candidats communs.
Il publie une revue qui sort trois fois par semaine, Foroyya.

## Résultats électoraux

### Élections législatives
| Élection | Voix    | %       | Rang    | Sièges | +/–           | Gouvernement |
| -------- | ------- | ------- | ------- | ------ | ------------- | ------------ |
| 1987     | 2 069   | 0,98    | 5e      | 0 / 53 | en stagnation | Opposition   |
| 1992     | 4 632   | 2,31    | 5e      | 0 / 53 | en stagnation | Opposition   |
| 1997     | 24 272  | 7,88    | 4e      | 1 / 49 | 1             | Opposition   |
| 2002     | 15 987  | 28,05   | 3e      | 2 / 53 | 1             | Opposition   |
| 2007     | 13 990  | 5,31    | 3e      | 1 / 53 | 1             | Opposition   |
| 2012     | Boycott | Boycott | Boycott | 0 / 53 | 1             | Opposition   |
| 2017     | 33 894  | 8,94    | 5e      | 4 / 58 | 4             | Opposition   |